# Salep

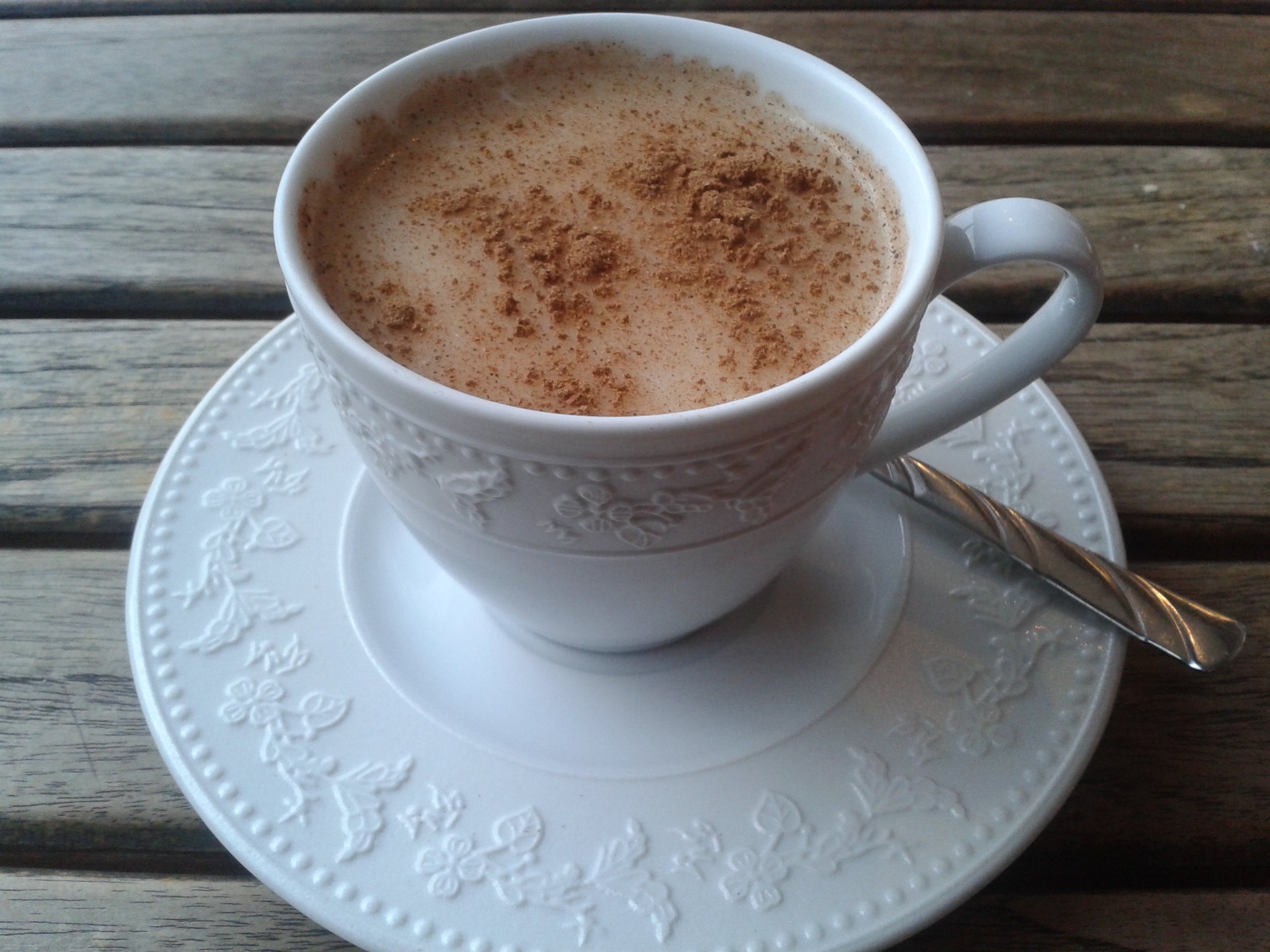
Ein Salep-Getränk

Salep (abgeleitet von arabisch سحلب, DMG saḥlab) bezeichnet getrocknete Wurzelknollen verschiedener Erdorchideen. Diese Pflanzen besitzen zur Blütezeit zwei Knollen, eine verwelkte, auf deren Kosten sich der blühende Stängel entwickelt hat, und eine ungeteilte, kugelige oder handförmig geteilte, gelappte, aus welcher sich im folgenden Jahr ein blühender Stängel entwickelt.

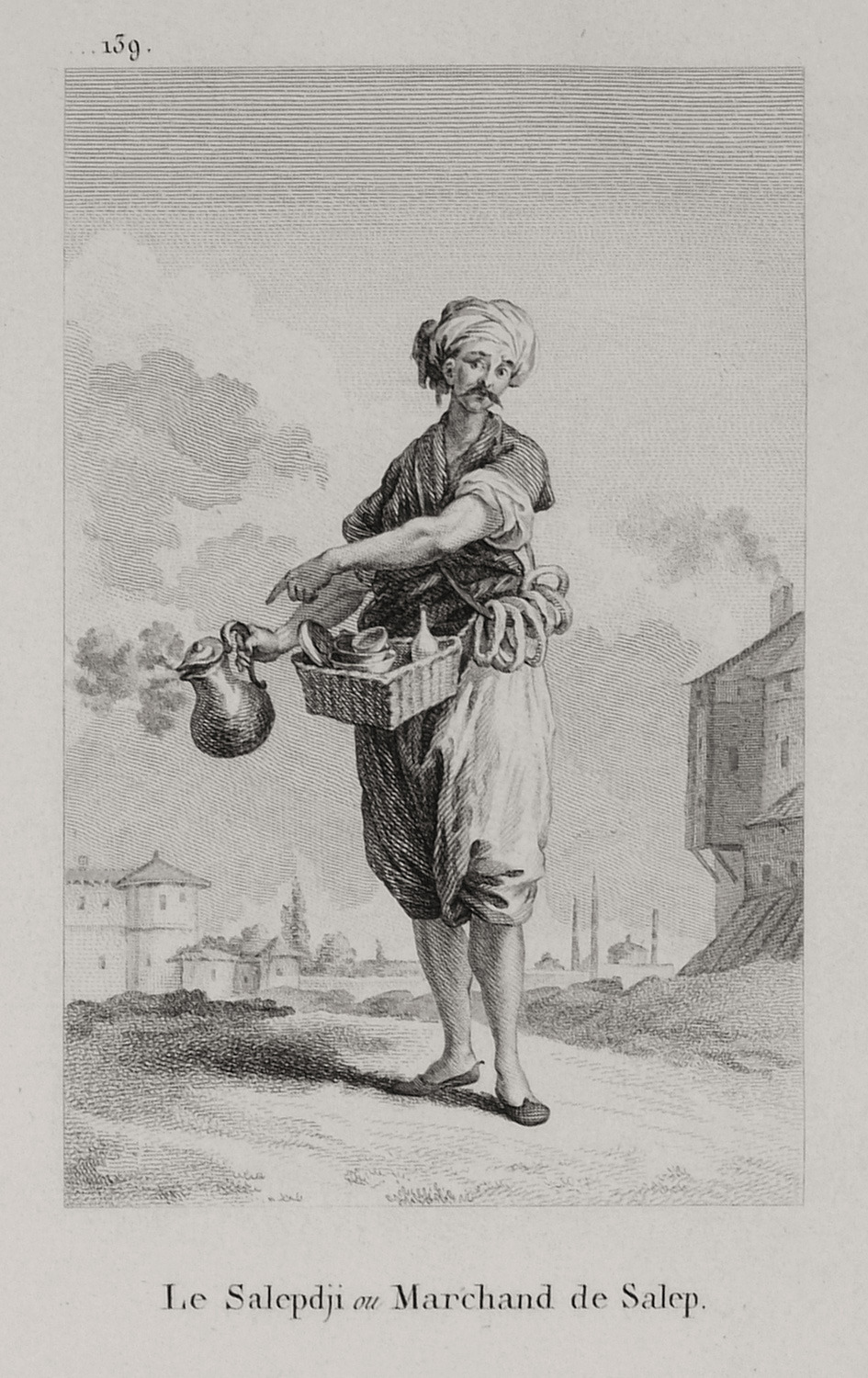
Salepverkäufer

## Herstellung und Verwendung
Zur Herstellung werden die vollsaftigen Knollen nach der Blütezeit verwendet. Frisch geerntet schmecken diese bitter und haben einen unangenehmen Geruch. Nach dem Sammeln werden sie gewaschen und ihre äußere, braune Haut wird abgerieben. Danach werden die Knollen 20–30 Minuten lang gekocht und anschließend getrocknet. Alle Orchideenknollen können Salep liefern. Am häufigsten benutzte man die ungeteilten Knollen von Kleinem Knabenkraut (Orchis morio), Männlichem Knabenkraut (Orchis mascula), Helm-Knabenkraut (Orchis militaris), Brandknabenkraut (Orchis ustulata), Pyramiden-Hundswurz (Anacamptis pyramidalis), weniger die geteilten Knollen des Gefleckten Knabenkrautes (Dactylorhiza maculata), Fleischfarbenem Knabenkraut (Dactylorhiza incarnata) und Mücken-Händelwurz (Gymnadenia conopsea).
Die runden Knollen sind nach dem Trocknen höchstens 3 cm lang und 2 g schwer, sehr unregelmäßig gestaltet, hart, spröde, gelblich grau, riechen schwach aromatisch, schmecken fade, enthalten 27 % Stärkemehl, 48 % Bassorin, 1 % Zucker, 5 % Eiweiß, 2 % Mineralbestandteile u. a.
Nach der Signaturenlehre galt Salep (auch als Stendelwurz und Satyrion bezeichnet) seit dem Altertum im Hinblick auf die Gestalt der beiden rundlichen, nebeneinander sitzenden Knollen als ein wirksames Mittel zur Wiedererlangung der Zeugungskraft. Theophrastos von Eresos und Dioskurides schrieben ihm große Nährkraft zu. Durch die Araber kamen vermutlich persische und andere orientalische Salepknollen nach Europa, doch benutzte man hier im Mittelalter auch die Knollen heimischer Orchideen. Als es keine besseren Medikamente gab, benutzte man ihn auch als Hausmittel bei Durchfällen. Eine arzneiliche Wirkung besitzt er jedoch nicht.
Heute stehen alle oben genannten Orchideenarten unter dem Schutz nationaler und internationaler Gesetze, was insbesondere für die unterirdischen Pflanzenteile gilt. Innerhalb der EU sind alle Orchideenarten besonders geschützt und der Handel mit Salep ist verboten.
Salep dient bei der Lebensmittelherstellung als Verdickungsmittel. Gepulvert geben Salepknollen mit dem 40- bis 50-fachen Gewicht kochenden Wassers eine steife Gallerte. In der Türkei wird Salep zur Herstellung von Speiseeis und Milchprodukten benutzt, wobei er oft durch billigere und ökologisch unbedenkliche Tapiokastärke ersetzt wird.
Salep oder Sahlep ist auch der Name für ein vor allem in der Türkei und der arabischen Welt verbreitetes Getränk, das mit Saleppulver zubereitet wird. Beliebt ist beispielsweise ein Salep-Instantpulver „Ekspres Salep“, das unter einem bekannten Markennamen in der Türkei angeboten wird. Neben Saleppulver, Zimt und einem Trennmittel findet sich dort als weiteres Verdickungsmittel modifizierte Kartoffelstärke.
Anfang des 18. bis Anfang des 19. Jahrhunderts war Salo(o)p aus Salep in England ein bekanntes Heißgetränk, später wurden dann die Blätter und Wurzeln des Sassafrasbaums verwendet.
Im 19. Jahrhundert wurde Salep mit Milch, Wasser und Zucker auch in Deutschland als Suppe für Kinder zubereitet.

## Artenschutz
Alle für die Herstellung von Salep verwendeten Erdorchideen sind über das Washingtoner Artenschutzabkommen geschützt und teilweise stark in ihrem Bestand bedroht. Da die Knolle ausgegraben wird, wird die Pflanze durch die Ernte vollständig zerstört. 
Für die Einfuhr von Salep-Produkten in die EU ist eine Einfuhrgenehmigung erforderlich. Solche Einfuhrgenehmigungen wurden in Deutschland und den Nachbarländern nicht erteilt, weshalb die Salebprodukte, die tatsächlich Orchideen enthalten, illegal vertrieben werden. Als Herkunftsländer dieser Produkte sind häufig Jordanien, Syrien oder der Libanon angegeben.